# Charis Tsingaras
Charis Tsingaras (en griego: Χάρης Τσιγγάρας; Calcídica, 20 de agosto de 2000) es un futbolista griego que juega en la demarcación de centrocampista para el Atromitos de Atenas de la Superliga de Grecia. Es hermano del también futbolista Angelos Tsingaras.

## Biografía
Tras empezar a formarse como futbolista con el PAOK de Salónica F. C., finalmente hizo su debut con el primer equipo el 28 de junio de 2020 en un partido de la Superliga de Grecia contra el Aris Salónica F. C. tras sustituir a Miroslav Stoch en el minuto 86 en un encuentro que finalizó con un resultado de 0-2 a favor del PAOK. Desde entonces disputó otros 54 encuentros antes de ser cedido al Toulouse F. C. el 1 de septiembre de 2022.

## Clubes
| Club                       | País    | Año       | Partidos | Goles |
| -------------------------- | ------- | --------- | -------- | ----- |
| PAOK de Salónica F. C.     | Grecia  | 2020-2022 | 55       | 1     |
| PAOK B                     | Grecia  | 2021      | 2        | 0     |
| Toulouse F. C. II (cedido) | Francia | 2022-2023 | 2        | 0     |
| Toulouse F. C. (cedido)    | Francia | 2022-2023 | 4        | 0     |
| PAOK de Salónica F. C.     | Grecia  | 2023-2024 | 26       | 1     |
| Atromitos de Atenas        | Grecia  | 2024-     | 30       | 1     |

## Palmarés

### Campeonatos nacionales
| Título              | Club                   | País    | Año  |
| ------------------- | ---------------------- | ------- | ---- |
| Copa de Grecia      | PAOK de Salónica F. C. | Grecia  | 2021 |
| Copa de Francia     | Toulouse F. C.         | Francia | 2023 |
| Superliga de Grecia | PAOK de Salónica F. C. | Grecia  | 2024 |